# 강동구 갑
서울 강동구 갑은 대한민국의 국회의원 선거구이다. 서울특별시 강동구 일부 지역을 관할한다. 현 지역구 국회의원은 더불어민주당의 진선미이다.

## 역사
대한민국 제13대 국회의원 선거를 앞두고 신설되었다. 신설 당시 하일동, 상일동, 명일동, 고덕동, 암사동, 길동이 강동구 갑에, 나머지 지역인 천호동, 성내동, 둔촌동은 강동구 을에 포함되었다.
대한민국 제22대 국회의원 선거를 앞두고 길동을 강동구 을 선거구로 넘겼다.

## 관할 구역
| 대수        | 관할 구역 |
| ----------- | --- |
| 13대        | 강동구 하일동, 상일동, 명일동, 고덕동, 암사제1동, 암사제2동, 암사제3동, 길제1동, 길제2동                                        |
| 14대 ~ 17대 | 강동구 하일동, 상일동, 명일제1동, 명일제2동, 고덕제1동, 고덕제2동, 암사제1동, 암사제2동, 암사제3동, 암사제4동, 길제1동, 길제2동 |
| 18대        | 강동구 강일동, 상일동, 명일제1동, 명일제2동, 고덕제1동, 고덕제2동, 암사제1동, 암사제2동, 암사제3동, 길제1동, 길제2동            |
| 19대 ~ 21대 | 강동구 강일동, 상일동, 명일제1동, 명일제2동, 고덕제1동, 고덕제2동, 암사제1동, 암사제2동, 암사제3동, 길동                        |
| 22대~       | 강동구 강일동, 상일제1동, 상일제2동, 명일제1동, 명일제2동, 고덕제1동, 고덕제2동, 암사제1동, 암사제2동, 암사제3동                |

## 역대 국회의원
| 선거   | 정당 | 정당         | 의원   |
| ------ | ---- | ------------ | ------ |
| 1988년 |      | 통일민주당   | 김동규 |
| 1992년 |      | 민주당       | 이부영 |
| 1996년 |      | 통합민주당   | 이부영 |
| 2000년 |      | 한나라당     | 이부영 |
| 2004년 |      | 한나라당     | 김충환 |
| 2008년 |      | 한나라당     | 김충환 |
| 2012년 |      | 새누리당     | 신동우 |
| 2016년 |      | 더불어민주당 | 진선미 |
| 2020년 |      | 더불어민주당 | 진선미 |
| 2024년 |      | 더불어민주당 | 진선미 |

## 역대 선거 결과

### 대한민국 제13대 국회의원 선거
|  | 33.24% |

|  | 26.93% |

|  | 22.67% |

|  | 13.97% |

|  | 3.17% |

### 대한민국 제14대 국회의원 선거
|  | 38.51% |

|  | 26.47% |

|  | 22.94% |

|  | 12.05% |

### 대한민국 제15대 국회의원 선거
|  | 39.89% |

|  | 26.43% |

|  | 23.20% |

|  | 10.45% |

### 대한민국 제16대 국회의원 선거
|  | 52.50% |

|  | 41.81% |

|  | 2.81% |

|  | 1.98% |

|  | 0.87% |

### 대한민국 제17대 국회의원 선거
|  | 47.23% |

|  | 43.37% |

|  | 4.59% |

|  | 3.62% |

|  | 1.16% |

### 대한민국 제18대 국회의원 선거
|  | 59.73% |

|  | 28.82% |

|  | 6.30% |

|  | 4.09% |

|  | 1.04% |

### 대한민국 제19대 국회의원 선거
|  | 51.21% |

|  | 47.45% |

|  | 1.33% |

### 대한민국 제20대 국회의원 선거
|  | 43.79% |

|  | 40.98% |

|  | 12.82% |

|  | 2.39% |

### 대한민국 제21대 국회의원 선거
|  | 51.50% |

|  | 47.70% |

|  | 0.78% |

### 대한민국 제22대 국회의원 선거
|  | 50.12% |

|  | 47.88% |

|  | 1.98% |